# أمانة علم الوب
تعد أمانة علم الوب حصيلة جهد مشترك انطلق بداية من معهد إم آي تي وجامعة ساثامبتون لتحقيق فهم أكبر للجوانب التقانية والاجتماعية للوب.
أعلن عنها بداية في معهد إم آي تي في الثاني من تشرين الثاني عام 2006، تحت عنوان مبادرة بحث علم الوب Web Science Research Initiative (WSRI)، ثم تغير هذا العنوان إلى أمانة علم الوب. يقوم تيم برنرز لي بقيادة برنامج يهدف أيضاً إلى جذب الاهتمام الحكومي والتمويل الخاص، بالإضافة إلى إنشاء مقررات لطلاب الجامعات والدراسات العليا. يوجد تشابه كبير بين علم الوب وعلم المعلومات.
مجالات الاهتمامات الابتدائية هي:
- الثقة والخصوصية
- الشبكات الاجتماعية
- التعاون

## شخصيات مفتاحية
مدراء
- تيم برنرز لي

## وصلات خارجية
- Press release
- الموقع الرسمي
- ملف صوتي: حوار مع مؤسس الوب
- بزوغ علم الوب، مقالة لتيم برنرز لي في مجلة العلوم (الترجمة العربية لمجلة ساينتفك أمريكان).